# 刺巢鼠
刺巢鼠（学名：Leporillus conditor）是鼠科刺巢鼠屬的一種。牠們分佈在澳洲的大草原。

## 保育狀況
其被列為《瀕危野生動植物種國際貿易公約》附錄二的物種，被限制出口及貿易。